# Tarō Ishida
Gentarō Ishida (石田 弦太郎 Ishida Gentarō?, Kioto, Japón, 16 de marzo de 1944 – Sagamihara, Prefectura de Kanagawa, 21 de septiembre de 2013), conocido por su nombre artístico de Tarō Ishida (石田 太郎 Ishida Tarō?), fue un actor y seiyū japonés. Hasta el momento de su muerte estuvo afiliado a Granpapa Production.

## Biografía
Ishida nació el 16 de marzo de 1944 en la ciudad de Kioto, Japón. Su padre fue el también actor Shigeki Ishida (1924-97). Asistió a la facultad de idiomas extranjeros (español) de la Universidad Sofía de Tokio, pero no se graduó. Ishida también sirvió como sacerdote en el templo Jōkei-ji en Kanazawa, Ishikawa.
Ishida estuvo casado con la actriz Fusako Tachibana hasta la muerte de esta en 2006. Falleció el 21 de septiembre de 2013 debido a un infarto agudo de miocardio.

## Filmografía

### Películas
- A Taxing Woman 2 (1988) como Kiyohara
- Violent Cop (1989) como Detective Tomosato
- Ten to Chi to (1990) como Takeda Nobushige
- A Touch of Fever (1993) como Padre de Yoriko
- Oishinbo (1996) como Koizumi
- Godzilla, Mothra, King Ghidorah: Daikaijū Sōkōgeki (2001) como SDF Officer
- Quill (2004) como Hiroshi Totsuka
- Nihon Chinbotsu (2006) como Seigo Umezu
- Okuribito (2008) como Sonezaki
- Asahiyama Zoo Story: Penguins in the Sky como City Council Member

### Televisión
- Oshin (1983)
- Dokuganryū Masamune (1987) como Nihonmatsu Yoshitsugu
- Kasuga no Tsubone (1989) como Ōkubo Tadachika
- Shomuni (1998) como Kato
- Aoi Tokugawa Sandai (2000) como Ōkubo Tadachika
- Karei-naru Ichizoku (2007) como Yasuda

### Anime
- Alcatraz Connection como Assistant Inspector Terry Crown
- Astro Boy como General Red
- Black Jack como Toranomon
- Detective Conan como Police Inspector Radish Redwood
- GeGeGe no Kitarō como Vampire Elite Johnny
- Requiem from the Darkness como Emon Shibamigi
- Time Patrol-Tai Otasukeman como Napoleon
- Uchū Kyōdai como Deneil Young

### OVAs
- Bio Hunter como Tabu
- Giant Robo como Demon King of Chaos Fan Rui
- Harlock Saga como Wotan
- Legend of the Galactic Heroes como Heydrich Lang (voz secundaria)
- Record of Lodoss War como Emperador Beld

### Películas animadas
- El castillo de Cagliostro (1979) como Conde Cagliostro
- La Arcadia de mi Juventud (1982) como Zeda
- Final Yamato (1983) como Lugal
- Kamui no Ken (1985) como Tenkai, Saigō Takamori
- Odin: Photon Sailer Starlight (1985) como Saint Asgard
- Fist of the North Star (1986) como Narrador
- Akira (1988) como Coronel Shikishima
- Little Nemo: Adventures in Slumberland (1989) como Nightmare King
- Meitantei Conan: Tokei Jikake no Matenrō (1997) como Teiji Moriya
- Shin-chan: Operación rescate (1998) como Mouse
- Metropolis (2001) como Duke Red
- One Piece The Movie: Dead End no Bouken (2003) como Gasparde
- Brave Story (2006) como Bishop Daimon

### Tokusatsu
- Kamen Rider 555 como Joji Soeno
- Juken Sentai Gekiranger como Kentaro Hisatsu
- Ultraman Story como Padre de Ultra

### Videojuegos
- Adventure of Tokyo Disney Sea ~Losing of Jewel's secret como King Triton
- Dissidia: Final Fantasy como Exdeath
- Kingdom Hearts como King Triton
- Kingdom Hearts II como King Triton, Eeyore